# Songkran

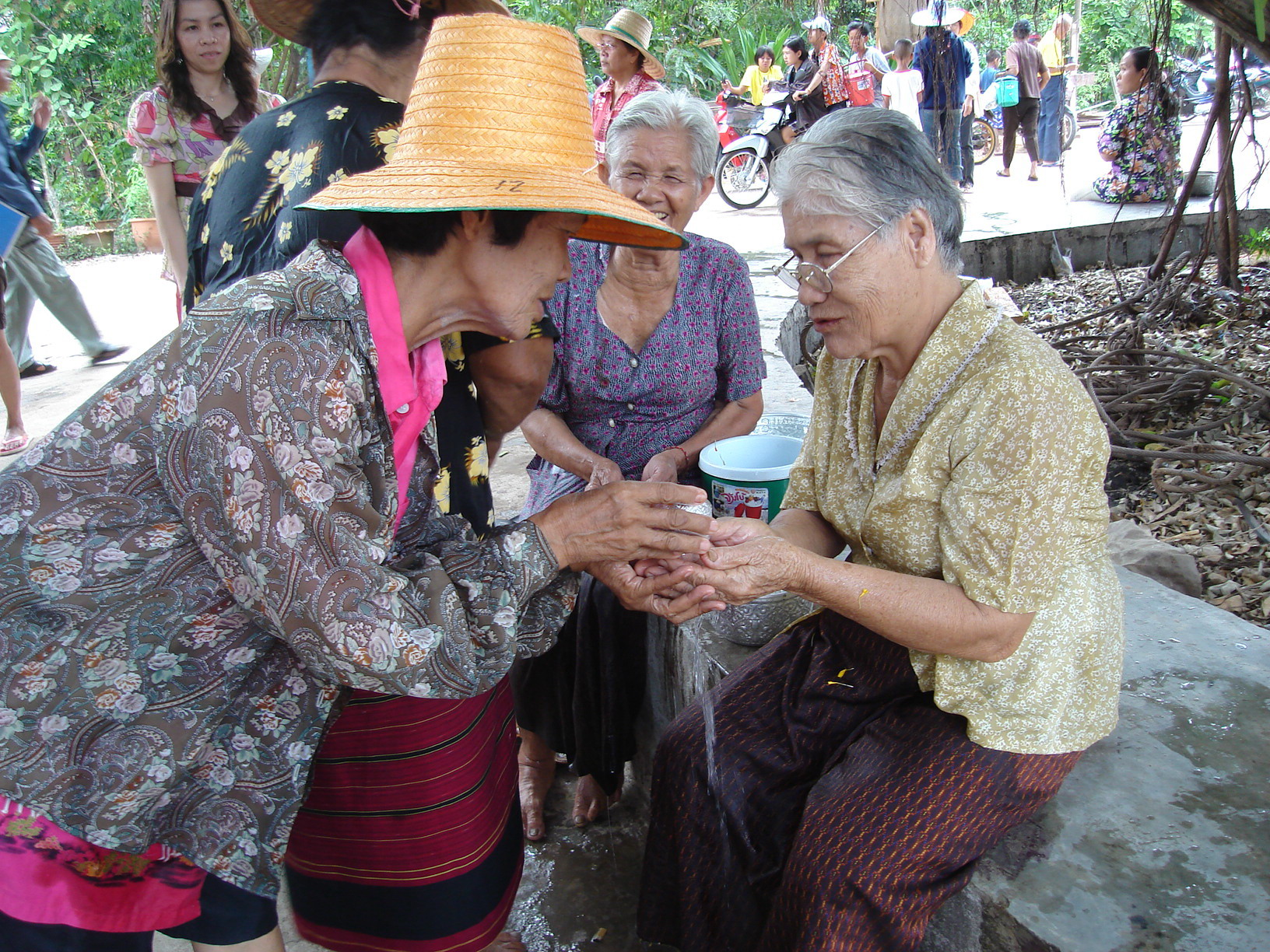
Ouderen worden tijdens Songkran geëerd

Songkran is het traditionele  Thaise Nieuwjaar uit de Siamese tijd. Hoewel Thailand sinds 1940 Nieuwjaar op 1 januari viert, blijft het feestelijk gebruik van water tot gelukwens en het bezoek aan oudere familieleden levendig bestaan. Het wordt op 13 april in Thailand en Laos gevierd (in Laos heet het "Pi Mai" wat letterlijk "Nieuwjaar" betekent, trouwens ook in het Thais maar tegenwoordig voor 1 januari gebruikt). Het Thaise woord "Songkran" komt uit het Sanskriet en betekent: "verplaatsen" of "van plaats veranderen". In dit geval verandert de zon haar positie.

## Het feest
In de grote steden duurt het vaak drie dagen tot een week. In deze periode gaan de bewoners uit de grote steden terug naar hun eigen provincies om samen met hun families dit feest te beleven. 
De moderne Songkran wordt ook wel "het feest van het water" genoemd omdat gedurende de drie dagen iedereen elkaar nat mag gooien met water. Toch kan nog steeds een (gewoonlijk al wat oudere) Thai of Thaise na beleefd verzoek iemand voorzichtig een klein glaasje water over hoofd en nek gieten om een voorspoedig jaar te wensen. Langs de weg staan hele families met emmers water, tuinslangen en waterpistolen klaar om voorbijgangers nat te gooien of te spuiten. pick-uptrucks rijden langzaam rond, vol met mensen die in hun midden een groot watervat hebben. Met bakjes gooien ze iedereen nat die ze maar tegenkomen. Vaak hebben ze ergens een groot blok ijs opgehaald om het water ijskoud te maken. Vooral mensen met paraplu’s en nog droge mensen, en jonge dames op een motorfiets, zijn het mikpunt. In deze heetste periode van het jaar rijden bijna alle auto's met airconditioning, maar wee degene die een raampje zou openstaan hebben. Sommigen hebben bakjes met wit mentholpoeder (soms ook vermengd met water) bij zich om mensen vegen in hun gezicht te geven. Jonge mannen gebruiken het witte poeder vooral om aantrekkelijke meisjes en jonge vrouwen aan te raken en witter te maken (een witte huidskleur wordt in Thailand mooi gevonden, gewoonlijk gebruiken Thaise vrouwen dagelijks talkpoeder om iets witter te lijken). Iedereen heeft veel lol en doordat het zo warm is, is het vele water een welkome verkoeling. Tijdens Songkran wordt ook veel muziek gemaakt, gedanst en gedronken. Het is een feest voor alle generaties. Voor jongeren is het een goede gelegenheid om zonder al te veel toezicht eens nader kennis te maken met leeftijdsgenoten van het andere geslacht.
In de ochtend wassen de monniken de boeddhabeelden (om genoeg regen voor de rijstvelden af te smeken) en vaak worden kleine dieren uit hun kooi vrijgelaten. Ook worden tijdens deze dagen de grootouders, oudere familieleden en leraren geëerd door de jongere generatie. Met de handpalmen tegen elkaar gieten de jongeren geparfumeerd water over de handen van de ouderen. In ruil hiervoor krijgen ze wensen voor goede gezondheid, een lang leven en welvaart.

## Zeven gevaarlijke dagen
Songkran staat in Thailand ook bekend als de zeven gevaarlijke dagen. In deze zeven dagen gebeuren meer dan 4000 ongelukken meestal door bestuurders die dronken rijden. Vooral motorfietsen zijn vaak bij ongelukken betrokken. Veel mensen vooral uit Bangkok gaan terug naar hun dorp om daar samen met familie Songkran te vieren. De regering probeert door onder andere politiecontroles het aantal ongelukken te laten dalen, maar ieder jaar stijgt het aantal.

## Afbeeldingen

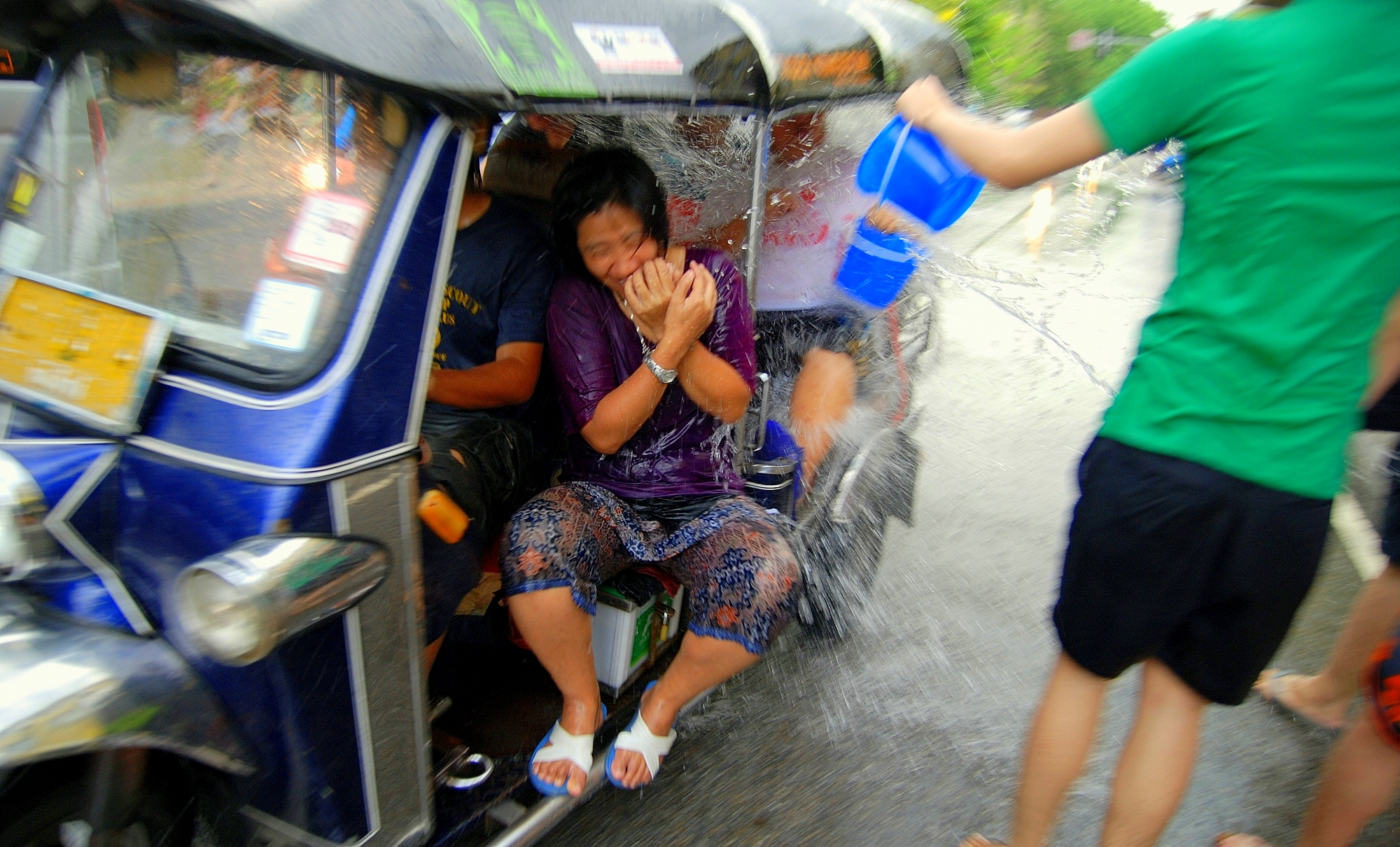
Mensen in een tuk-tuk in Chiang Mai krijgen de volle lading
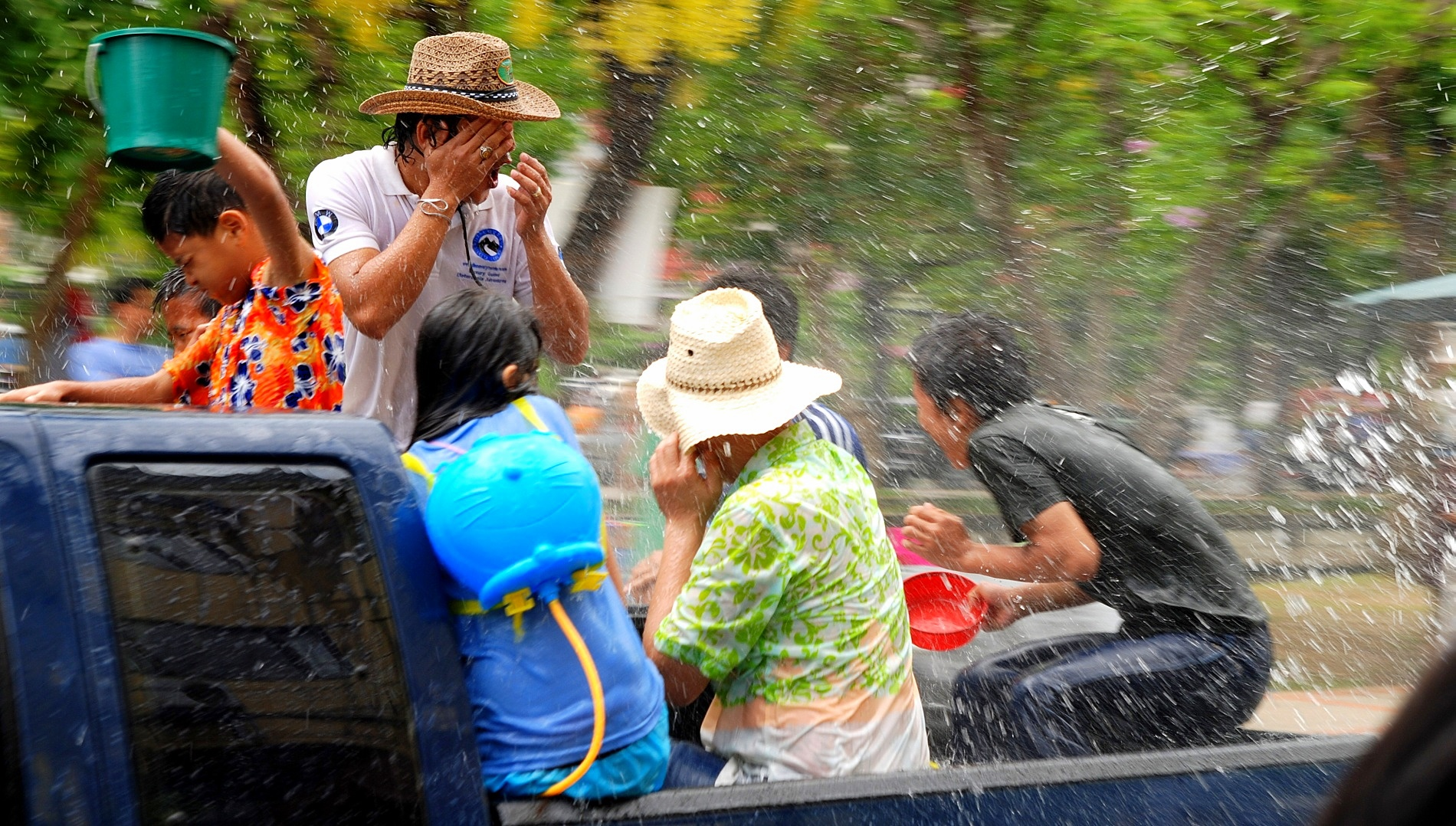
Drijfnat na een emmer water tijdens Songkran in Chiang Mai
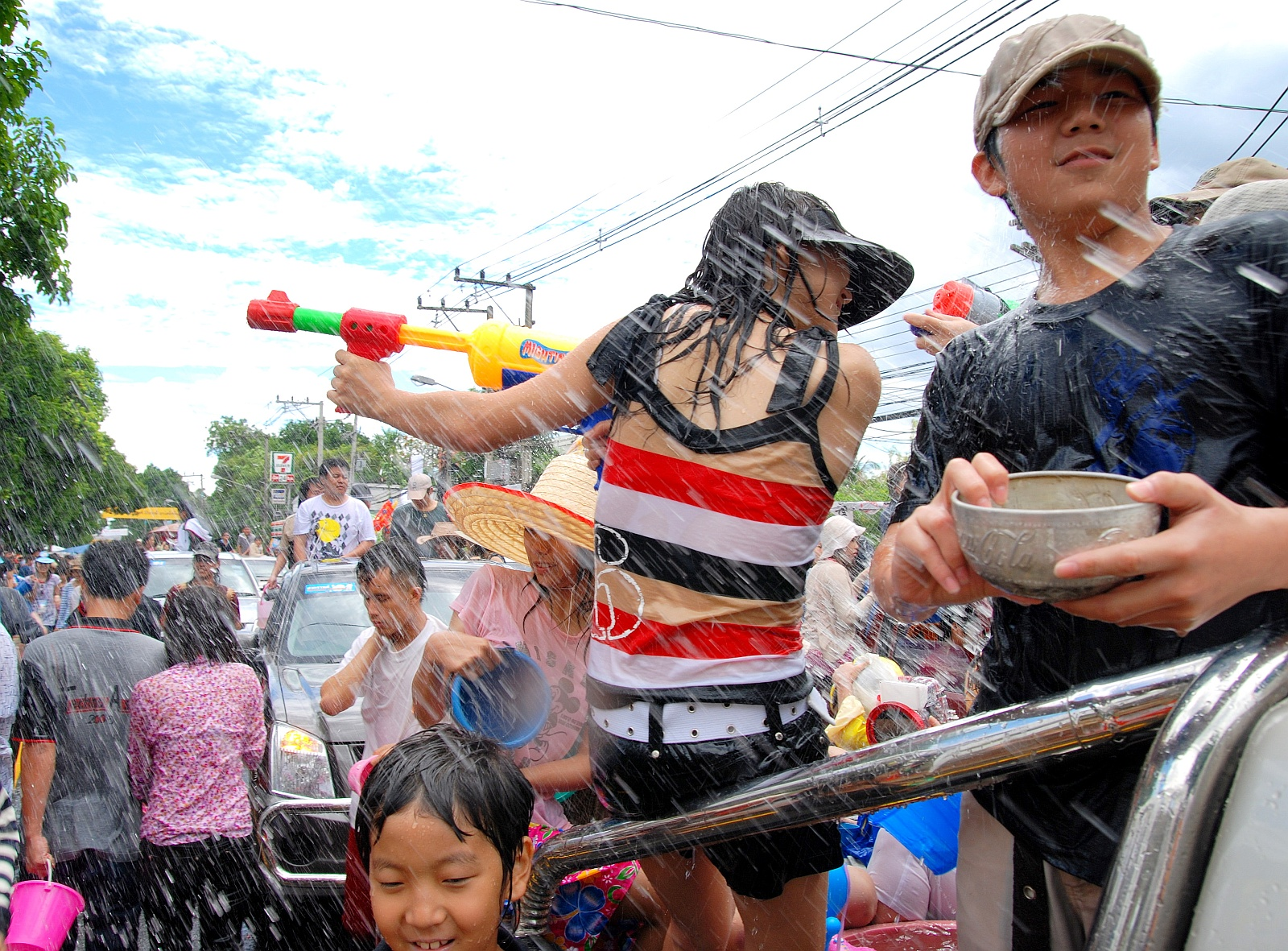
Watergevechten langs de westgracht van Chiang Mai